# Сандивил (Ајова)
Сандивил (енгл. Sandyville) град је у америчкој савезној држави Ајова. По попису становништва из 2010. у њему је живело 51 становника.

## Демографија
Према попису становништва из 2010. у граду је живело 51 становника, што је -10 (-16.4%) становника више него 2000. године.
| Група             | 2000.      | 2010.      |
| Белци             | 58 (95,1%) | 50 (98,0%) |
| Афроамериканци    | 0 (0,0%)   | 1 (2,0%)   |
| Азијати           | 0 (0,0%)   | 0 (0,0%)   |
| Хиспаноамериканци | 3 (4,9%)   | 0 (0,0%)   |
| Укупно            | 61         | 51         |